# Кулик Надія Михайлівна (бандуристка)
Наді́я Миха́йлівна Кули́к (нар. 9 вересня 1981, місто Монастириська, Тернопільська область) — українська бандуристка-співачка (ліричне сопрано), магістр мистецтв. Член Національної спілки кобзарів України (від 2009).

## Життєпис

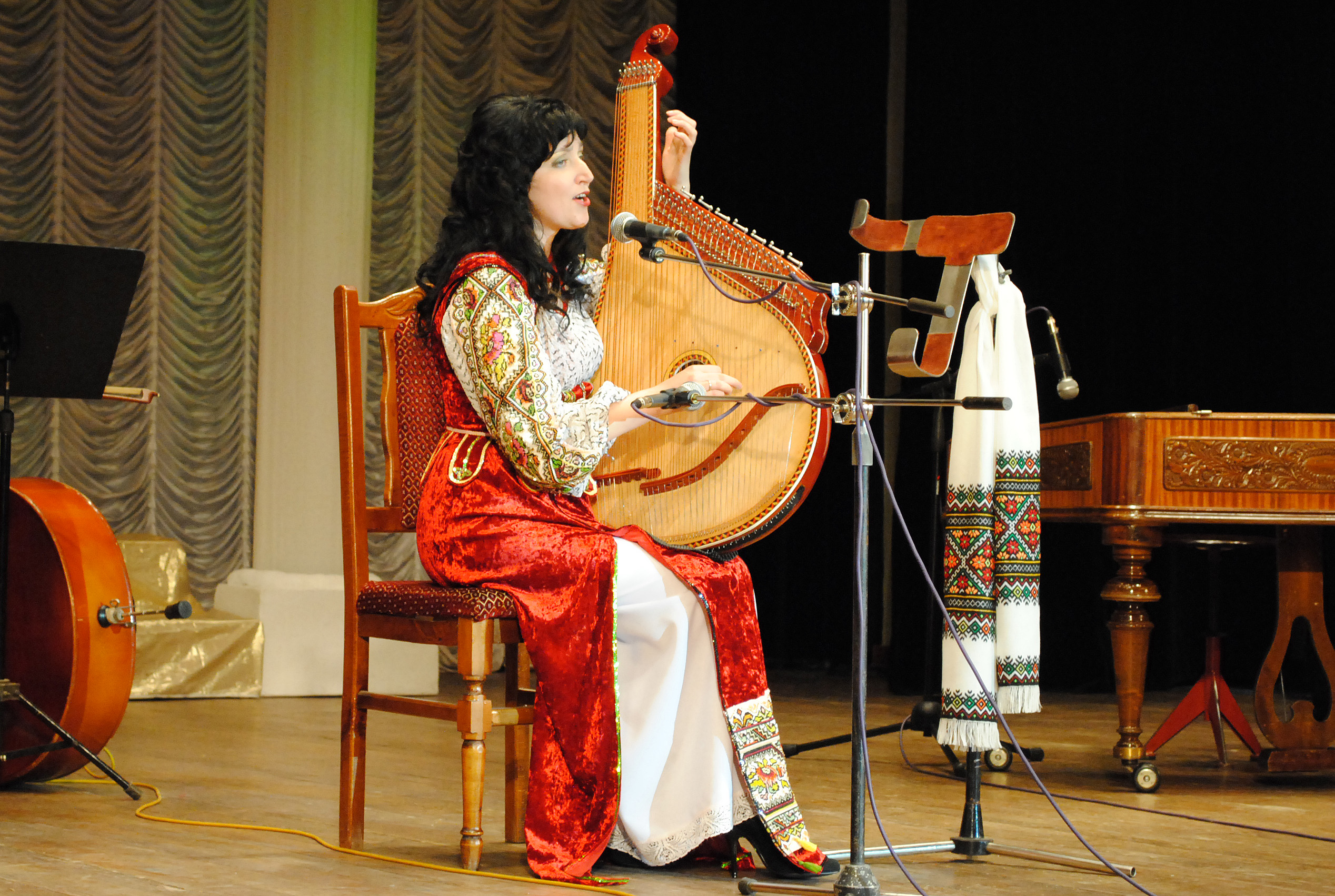
На власному творчому вечорі в Тернопільській обласній філармонії (17.05.2011)

Надія Кулик народилася 19 вересня 1981 року в місті Монастириськах Тернопільської області.
Закінчила Монастириську дитячу музичну школу (1996; клас М. Е. Козубської), Тернопільське музичне училище імені С. Крушельницької (2000; клас О. О. Козій), Тернопільський національний педагогічний університет ім. В. Гнатюка (2005; клас Марії Євгеньєвої).
Від 2004 року — викладач класу гри на бандурі, керівник ансамблю бандуристів «Вишиванка».
Проживає в смт Великій Березовиці Тернопільського району.

## Творчість

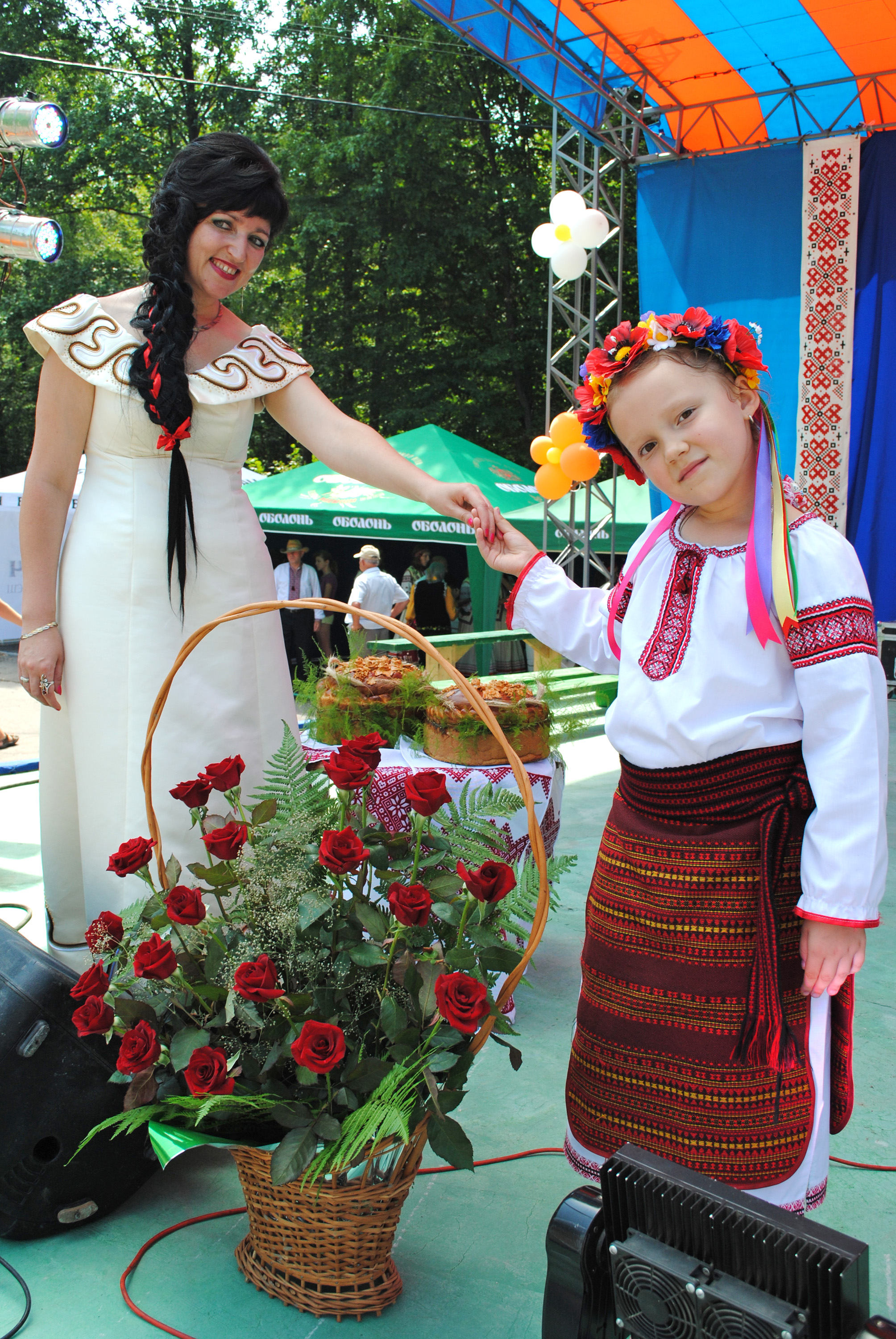
Із донечкою Софійкою на фестивалі «Дзвони Лемківщини» (4.08.2012)

Учасниця гала-концертів Першого та Другого обласних фестивалів-конкурсів кобзарського мистецтва «Кобза» (2005, 2008), 10-го Всеукраїнського фестивалю лемківської культури «Дзвони Лемківщини» у м. Монастириська (2008), урочистих академій з нагоди: 15-річчя кафедри вокально-хорових дисциплін Інституту мистецтв ТНПУ ім. В. Гнатюка (грудень, 2008), 20-річчя Львівського товариства лемків (м. Львів, січень, 2009), ювілейної творчої зустрічі-концерту Марії Євгеньєвої «Дзвенить струна від колисанки до величчя псалму» (травень, 2009), 80-річчя дитячої музичної школи № 1 м. Тернополя. Репрезентантка сольних концертних програм, зокрема, в Тернополі «Година щасливого забуття в музиці чекає на вас…» (липень, 2004).
Співпрацює із суспільно-культурним товариством «Лемківщина», Тернопільським обласним осередком НСКУ. У тематиці творчого доробку переважають обробки лемківських народних пісень.

### CD-диски
- «Не забудь…» — 13 різножанрових творів, звукозапис В. Цапа, М. Злонкевича (Т., 2008);
- «У кожне серце з колядою» — колядки, щедрівки (2013).

## Відзнаки і нагороди
- лауреат 2-ї премії III Міжнародного фестивалю козацької пісні «Байда» у Тернополі (2003)
- переможниця Міжнародного музичного фестивалю «Балатон — мистецтво — молодість» у м. Балатонфюред (Угорщина, 2004)
- переможниця Першого всеукраїнського молодіжного фестивалю-конкурсу кобзарського мистецтва «Під срібний дзвін бандур»
- переможниця Другого обласного фестивалю-конкурсу кобзарського мистецтва «Кобза» у Тернополі (2008).